# Zoo Entertainment
Zoo Entertainment fue una discográfica estadounidense formada en 1990 por Lou Maglia. Zoo es conocido por haber lanzado tres álbumes de platino de Tool y discos de oro de Green Jellÿ y Matthew Sweet.

## Historia
El sello se formó en 1990 por el empresario de la industria musical Lou Maglia (antiguo presidente de Island Records).
Para 1993, Zoo ya tenía problemas financieros. El sello distribuyó durante un corto espacio de tiempo álbumes de Philadelphia International Records.
En 1995, BMG redujo considerablemente la plantilla de Zoo, sumiendo en más problemas a la compañía.
En agosto de 1996, BMG vendió Zoo a la recién formada compañía Volcano Entertainment de Kevin Czinger.  Comenzó siendo una asociación entre aambas, pero finalmente en 1997 Zoo dejó de existir. Todas las bandas y artista de Zoo pasaron a manos de Volcano. Volcano fue vendido a Zomba Label Group en 1998. Cuando Zomba fue comprada por BMG en 2002, cualquier exartista de Zoo volvieron a BMG.

## Artistas
- 20 Fingers
- 7 Year Bitch
- Ajax
- Akinyele
- Bad Boys Blue
- Big Star
- Bleu
- Blue Train
- Cause & Effect
- Clarence Clemons
- Coming Of Age
- Course of Empire
- Cosmic Travelers
- Disturbance
- Dogstar
- Flowerhead
- Gary Hoey
- Gillette
- Great White
- Green Jellÿ
- Hoodoo Gurus
- Kemelions
- Killers
- Killing Joke
- Little Feat
- Last Gentlemen
- Lazet Michaels
- Lusk
- Love Jones
- Matthew Sweet
- Max-A-Million
- Miss Alans
- Morpheus
- Nature
- N.F.B.
- Odds
- Oliver Who?
- Overlords
- Philip Bailey
- Phyllis Hyman
- Pood, Bhud, 'N' Pflug
- Pooh Sticks
- Procol Harum
- Steve Pryor Band
- Street Mentality
- Red Square Black
- Replicants
- Rhythm Tribe
- Rosco Martinez
- Self
- Shaver
- Spelvins
- Tool
- Tung Twista
- Varga
- The Voices
- Webb Wilder